# 黑楼孤魂
《黑楼孤魂》（英語：The Lonely Spirit In An Old Building）是中国在1989年拍摄的电影，由梁明、穆德远执导，该作主要讲述了一群住在医院的神经病人在一起讲一个有关于旧楼的故事。该电影也是中國實行影片審查、放映分級制度以後第一部認定的“兒童不宜”片。.

## 剧情介绍
一群住在医院的病人讲了一个故事，一个剧务组在制作影片的时候，意外的得知了很多年前的一个凶案，并且还有些人因此而死……

## 演员
- 陈希光
- 潘婕
- 韩小磊
- 管宗祥
- 李振峰
- 李耕
- 王振荣

## 人员
- 製作人:牛塞北
- 導演:穆德遠、梁明
- 副導演（助理）:方芬
- 編劇:穆德遠、陳燕民
- 攝影:李建國、江洋、楊濤
- 配樂:瞿小松
- 剪輯:楊薇
- 道具:王化賓
- 美術設計:王忻、王東昇
- 造型設計:劉利
- 服裝設計:方芬
- 燈光:谷天江
- 錄音：陶經、王學義
- 佈景師：李雙來
- 配音演員：張雲明、張慧君、馬精武、張潮
- 擬音:李勝利